# 트리폴리 백국

1135년경의 십자군 국가, 해안가에 위치한 것이 트리폴리 백국

트리폴리 백국(County of Tripoli)은 기독교 역사상 레반트에 건설된 4개의 주요 십자군 국가중에 가장 나중에 건국된 나라이다. 사피타(Safita), 타르투스(Tartous), 트리폴리등의 중요한 도시를 갖고 있었다.

## 백국의 역사
1102년 4월 제1차 십자군 지도자였던 툴루즈 백(伯) 레몽 생 질이 부유한 항만도시 트리폴리(파티마 왕조의 속국)의 번왕 바누 암마르(Banu Ammar)와 기나긴 전쟁에서 지중해의 강국 제노바 함대의 도움을 얻어 트리폴리 북쪽의 도시 타르투스, 주바일을 빼앗고, 트리폴리 정면의 요새를 1103년에 점령한 뒤 포위에 나섰다. 레몽이 1105년 2월 25일에 죽으면서, 아들 알퐁스 주르당을 상속인으로, 그의 종형 기욤 주르당을 섭정으로 삼았다.
다음 4년간 기욤 주르당은 트리폴리 포위를 계속해서 주변 지방, 특히 아코(아크레)를 점령했다. 레몽의 서자인 툴루즈의 섭정이던 베르트랑이 동방에 도착하자 기욤과 레바논의 계승권을 다투었다. 예루살렘 왕 및 탕크레드 등의 원군을 얻어 1109년 7월 12일 트리폴리는 함락되고, 그 후 트리폴리 백국의 수도가 되었다. 그 이전에 기욤 주르당이 암살되었기 때문에 트리폴리 백국의 초대 영주는 베르트랑이 되었다.
이 나라는 모두 해양국가였기에 다른 십자군 국가보다도 방위가 쉽고, 레바논의 중, 남부 연안을 지배하였다. 센달직 또한 세마이트직이라 불리는 비단의 면직이나 라샤 등의 특산물이 있어 제노바와 그 라이벌 베네치아 등의 상업국가와 융성한 교역을 벌였다. 왕조는 아르메니아인과의 유대를 강화해 레몽 3세 때는 안티오키아 공의 차남을 양자로 들였기 때문에, 그 후 안티오키아 공국과 같은 군주에게 동군연합의 형태로 통치받았다.
안티오키아 공국이 멸망한 후에도 트리폴리는 계속 도시를 통치하면서 살아남았다. 그러나 보에몽 7세의 사후 후계자 쟁탈전이 벌어져, 그 누이 루시아는 제노바의 보호 아래 있던 시민들과 계승권을 둘러싼 다툼을 벌였다. 그러나 루시아는 시민 및 제노바인과 합의를 맺었기 때문에 이 다툼에 가담했던 베네치아인 및 야심가인 제노바 시장을 화나게 했다. 그는 맘루크 왕조의 술탄 카라운과 손을 잡고 트리폴리를 공격했다.
카라운도 그 직전에 일어난 일 한국에 의한 몽골 제국의 아랍 침략에서 트리폴리가 몽골 측에 가담한 것에 대한 복수를 생각하고 있었기 때문에 이해관계가 일치했다. 1289년 트리폴리는 맘루크 군에게 포위당하고, 1개월 후 함락되어 파괴 및 약탈이 벌어진 뒤 백작가의 지배는 종말을 고했다.

## 역대 영주
- 툴루즈 백작 레몽 (Raymond of Toulouse ;재위:1102–1105)
- 알퐁스 주르당 (Alfonso-Jordan ;재위:1105–1109), 섭정 기욤 주르당(William-Jordan)
- 베르트랑 주르당 (Bertrand of Toulouse ;재위:1109–1112)
- 트리폴리 백작 폰스 (Pons of Tripoli ;재위:1112–1137)
- 레몽 2세 (Raymond II of Tripoli ;재위:1137–1152)
- 레몽 3세 (Raymond III of Tripoli ;재위:1152–1187)
- 레몽 4세 (Raymond IV of Tripoli ; 재위:1187–1189), 보에몽 3세의 아들.
- 보에몽 4세 (Bohemund IV of Antioch ;재위:1187–1233, 안티오키아 백작 겸임 1201–1216 및 1219–1233)
- 보에몽 5세 (Bohemund V of Antioch ;재위:1233–1251, 안티오키아 백작 겸임)
- 보에몽 6세 (Bohemund VI of Antioch ;재위:1251–1275, 안티오키아 백작 겸임 1251–1268)
- 보에몽 7세 (Bohemund VII of Tripoli ;재위:1275–1287)
- 트리폴리 백작 루시아 (Lucia of Tripoli ;재위:1287–1289)